# Liste de ponts de Suède
Cette liste de ponts de Suède a pour vocation de présenter une liste de ponts remarquables de Suède, tant par leurs caractéristiques dimensionnelles, que par leur intérêt architectural ou historique.

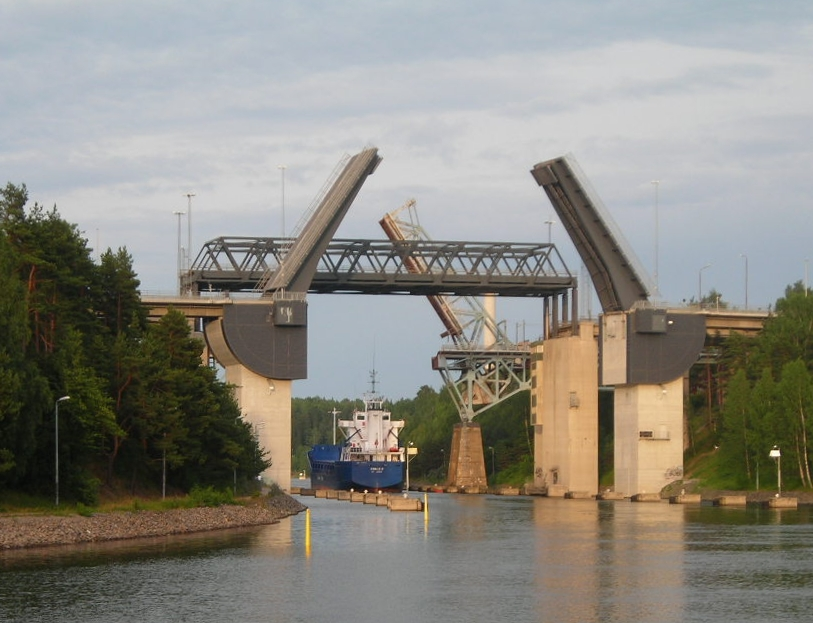
Les ponts mobiles de Södertälje

La catégorie lien donne la classification de l'ouvrage parmi ceux présentés et propose un lien vers la fiche technique du pont sur le site Structurae, base de données et galerie internationale d'ouvrages d'art. La liste peut être triée selon les différentes entrées du tableau pour voir ainsi les ponts en arc ou les ouvrages les plus récents par exemple.
Les colonnes portée et longueur, exprimées en mètres indiquent respectivement la distance entre les pylônes de la travée principale et la longueur totale de l'ouvrage, viaducs d'accès compris.

## Grands ponts
Ce tableau présente les ouvrages ayant des portées supérieures à 100 mètres ou une longueur totale supérieure à 500 mètres (liste non exhaustive).
|  |    | Nom                             | Suédois           | Portée | Long. | Type                       | Voie portée Voie franchie                                          | Date | Localisation                                            | Comté              | Ref.   |
|  | -- | ------------------------------- | ----------------- | ------ | ----- | -------------------------- | ------------------------------------------------------------------ | ---- | ------------------------------------------------------- | ------------------ | ------ |
|  | 1  | Pont de Höga Kusten             | Höga Kustenbron   | 1210   | 1867  | Pont suspendu              | Europaväg 4 Ångermanälven                                          | 1997 | Utansjö 62° 47′ 53″ N, 17° 56′ 15″ E                    | Västernorrland     | [ 1 ]  |
|  | 2  | Pont de l'Øresund               | Öresundsbron      | 490    | 7845  | Pont à haubans             | Europaväg 20 - Oresund Railway Détroit de l'Øresund (Mer Baltique) | 2000 | Malmö 55° 35′ 14″ N, 12° 46′ 55″ E                      | Scanie Danemark    |        |
|  | 3  | Pont d'Älvsborg                 | Älvsborgsbron     | 418    | 933   | Pont suspendu              | 159 Göta älv                                                       | 1966 | Göteborg 57° 41′ 27″ N, 11° 54′ 05″ E                   | Västra Götaland    | [ 2 ]  |
|  | 4  | Pont d'Uddevalla                | Uddevallabron     | 414    | 1712  | Pont à haubans             | Europaväg 6 Sunninge sound                                         | 2000 | Uddevalla 58° 19′ 30″ N, 11° 50′ 43″ E                  | Västra Götaland    |        |
|  | 5  | Pont de Tjörn                   | Tjörnbron         | 366    | 664   | Pont à haubans             | 160 Askeröfjorden                                                  | 1981 | Stenungsund - Île de Tjörn 58° 03′ 35″ N, 11° 47′ 06″ E | Västra Götaland    |        |
|  | 6  | Pont d'Almö - détruit en 1980 - | Almöbron          | 278    | 667   | Pont en arc                | 160 Askeröfjorden                                                  | 1960 | Stenungsund - Île de Tjörn 58° 03′ 34″ N, 11° 46′ 53″ E | Västra Götaland    | [ 3 ]  |
|  | 7  | Pont de Sandö                   | Sandöbron         | 264    | 810   | Pont en arc                | 332 Ångermanälven                                                  | 1943 | Kramfors 62° 52′ 59,88″ N, 17° 52′ 37,56″ E             | Västernorrland     | ,      |
|  | 8  | Pont de Svinesund               | Svinesundsbron    | 247    | 704   | Pont en arc                | Europaväg 6 Iddefjord                                              | 2005 | Halden 59° 05′ 40″ N, 11° 15′ 06″ E                     | Østfold Norvège    |        |
|  |    | Pont de Farsta                  | Farstabron        | 210    | 420   | Pont en béton précontraint | Länsväg 222 Farstaviken                                            | 1985 | Gustavsberg 59° 19′ 12,4″ N, 18° 20′ 52,1″ E            | Comté de Stockholm |        |
|  | 9  | Pont de Väster                  | Västerbron        | 204    | 600   | Pont en arc                | Lac Mälar - Mer Baltique                                           | 1935 | Stockholm 59° 19′ 28″ N, 18° 01′ 38″ E                  | Comté de Stockholm |        |
|  | 10 | Pont de Traneberg               | Tranebergsbron    | 181    | 461   | Pont en arc                | 275 Détroit de Traneberg                                           | 1934 | Stockholm 59° 20′ 01″ N, 17° 59′ 42″ E                  | Comté de Stockholm |        |
|  |    | Pont de Sundsvall               | Sundsvallsbron    | 170    | 1420  | Poutre-caisson acier       | Europaväg 4 Sundsvallsfjärden                                      | 2014 | Sundsvall 62° 23′ 23,4″ N, 17° 20′ 24,5″ E              | Västernorrland     | [ 6 ]  |
|  |    | Pont d'Igelsta                  | Igelstabron       | 158    | 2140  | Poutre-caisson béton       | Västra stambanan Hallsfjärden                                      | 1995 | Södertälje 59° 10′ 00″ N, 17° 40′ 00″ E                 | Stockholm          |        |
|  | 11 | Vieux pont de Svinesund         | Svinesundsbron    | 155    | 420   | Pont en arc                | 118 Iddefjord                                                      | 1946 | Halden 59° 05′ 52″ N, 11° 16′ 14″ E                     | Østfold Norvège    |        |
|  | 12 | Pont d'Årsta (est)              | Östra Årstabron   | 151    | 753   | Pont en arc                | Årstaviken                                                         | 1929 | Stockholm 59° 18′ 22″ N, 18° 02′ 24″ E                  | Comté de Stockholm | [ 7 ]  |
|  | 13 | Vieux pont de Lidingö           | Gamla Lidingöbron | 140    | 750   | Pont en arc                | Lidingöbanan Détroit de Värtan                                     | 1925 | Stockholm - Lidingö 59° 21′ 35″ N, 18° 06′ 28″ E        | Comté de Stockholm | [ 8 ]  |
|  | 14 | Pont d'Alvik                    | Alviksbron        | 140    | 400   | Pont en béton précontraint | Lac Mälar - Mer Baltique                                           | 1998 | Stockholm 59° 19′ 35″ N, 17° 59′ 10″ E                  | Comté de Stockholm |        |
|  | 15 | Pont d'Alnö                     | Alnöbron          | 134    | 1042  | Pont en béton précontraint | Alnösundet                                                         | 1964 | Alnön - Sundsvall 62° 25′ 58″ N, 17° 23′ 56″ E          | Västernorrland     | ,      |
|  | 16 | Pont de Kolbäck                 | Kolbäcksbron      | 130    | 700   | Pont à haubans             | Umeälven                                                           | 2001 | Umeå 63° 48′ 04″ N, 20° 17′ 44″ E                       | Västerbotten       |        |
|  | 17 | Pont d’Öland                    | Ölandsbron        | 130    | 6072  | Pont en béton précontraint | 137 Kalmar sund (Mer Baltique)                                     | 1972 | Île d'Öland - Kalmar 56° 40′ 26″ N, 16° 25′ 19″ E       | Kalmar             |        |
|  | 18 | Pont de Strängnä                | Strängnäsbron     | 124    | 1164  | Pont en béton précontraint | Riksväg 55 Strängnäsfjärden                                        | 1981 | Strängnäs 59° 23′ 50″ N, 17° 00′ 40″ E                  | Södermanland       |        |
|  | 19 | Pont de Gröndal                 | Gröndalsbron      | 120    | 460   | Pont en béton précontraint | Lac Mälar - Mer Baltique                                           | 1967 | Stockholm 59° 19′ 06″ N, 17° 59′ 55″ E                  | Comté de Stockholm |        |
|  | 20 | Pont de Forsmo                  | Forsmobron        | 104    | 263   | Pont en treillis           | LIgne Östersund - Örnsköldsvik Ångermanälven                       | 1912 | Forsmo 63° 16′ 22″ N, 17° 11′ 54″ E                     | Västernorrland     | [ 11 ] |
|  | 21 | Pont d'Essinge                  | Essingebron       | 100    | 470   | Pont en béton précontraint | Lac Mälar - Mer Baltique                                           | 1967 | Stockholm 59° 19′ 25″ N, 17° 59′ 56″ E                  | Comté de Stockholm |        |
|  | 22 | Pont de Vettershaga             | Vettershagabron   |        | 168   | Pont en arc                | Länsväg 276 Mer Baltique                                           | 1962 | Vettershaga 59° 36′ 36,2″ N, 18° 40′ 54,3″ E            | Comté de Stockholm | [ 12 ] |
|  | 23 | Pont de Smögen                  | Smögenbron        |        | 400   | Poutre-caisson BP          | Storgatan Skagerrak                                                | 1970 | Sotenäs - Smögen 58° 21′ 54,8″ N, 11° 14′ 36″ E         | Västra Götaland    | [ 13 ] |